# Mohamed bin Nájif
Mohamed bin Nájif (* 30. srpna 1959 Džidda) je bývalý saúdskoarabský korunní princ a ministr vnitra.
Následníkem trůnu jej v dubnu 2015 jmenoval král Salmán. Korunními princi či králi se před jeho jmenováním stávali pouze synové prvního krále Saúdské Arábie Abd al-Azíze. Mohamed bin Nájif je jeho vnukem, a do čela království tak přinesl generační změnu; byl o 14 let mladší než jeho předchůdce Mukrín. O status korunního prince přišel roku 2017.

## Život
Mohamed bin Nájif studoval ve Spojených státech.
Je synem bývalého ministra vnitra, prince Nájifa bin Abd al-Azíze. Již v roce 2009 pracoval jako jeho zástupce a zabýval se zejména antiteroristickými operacemi. Zatímco jeho otec si po událostech 11. září 2001 vysloužil kritiku ze strany USA za nedostatečnou aktivitu proti militantům z Al-Káidy, Mohamed byl v tomto směru hodnocen pozitivněji poté, co na něj z větší části přešlo řízení ministerstva.
V srpnu 2009 na něj byl spáchán atentát, při kterém byl lehce zraněn.

## Vyznamenání
- velkodůstojník Řádu čestné legie (Francie, 4. března 2016)[4][5]
- Řád republiky (Turecko, 30. září 2016)[6][7]
- Řád krále Fajsala I. třídy (Saúdská Arábie, 6. března 2001)
- Řád krále Abd al-Azíze I. třídy (Saúdská Arábie, 6. září 2009)